# Myro
Myro is een geslacht van spinnen uit de  familie van de Desidae.

## Soorten
- Myro jeanneli Berland, 1947
- Myro kerguelenensis O. P.-Cambridge, 1876
  - Myro kerguelenensis crozetensis Enderlein, 1903
- Myro maculatus Simon, 1903
- Myro marinus (Goyen, 1890)
- Myro paucispinosus Berland, 1947
- Myro pumilus Ledoux, 1991